# Tandköttsförstoring
Tandköttsförstoring, tandköttshypertrofi, tandköttshyperplasi, gingival överväxt eller gingival hyperplasia är ett tillstånd som innebär en volymökning av tandköttet (gingivia), det vill säga mjukvävnaden kring tänderna..
Tandköttsförstoring beror i de flesta fall på tandköttsinflammation (gingivit). Detta kan i sin tur bero på dålig munhygien, rökning, eller systemiska sjukdomar. Icke-inflammatoriska tillstånd som kan ge tandköttsförstoring innefattar hormonproblem (vid pubertet, graviditet, klimakteriet med mera), skörbjugg, systemiska sjukdomar, blodsjukdomar och som bieffekt vid bruk av vissa läkemedel.